# Convolvulus hermanniae
Convolvulus hermanniae är en vindeväxtart som beskrevs av L'herit.. Convolvulus hermanniae ingår i släktet vindor, och familjen vindeväxter. Inga underarter finns listade i Catalogue of Life.